# Ернст Лудвиг (Хесен-Дармщат, велик херцог)
Ернст Лудвиг Карл Албрехт Вилхелм фон Хесен унд бай Райн (на немски: Ernst Ludwig Karl Albrecht Wilhelm von Hessen und bei Rhein); * 25 ноември 1868, Дармщат, † 9 октомври 1937, дворец Волфсгартен при Ланген, Хесен) е последният велик херцог на Хесен, управлявал от 1892 до 1918 г.

## Живот
Ернст Лудвиг произлиза от най-младата линия на Дом Хесен и е последният велик херцог на Хесен-Дармщат. Той е син на великия херцог Лудвиг IV (1837 – 1892) и съпругата му Алиса Сакс-Кобург-Готска (1843 – 1878), втората дъщеря на британската кралица Виктория и Алберт фон Сакс-Кобург-Гота. Сестра му Александра (1872 – 1918) е съпруга на цар Николай II от Русия (1868 – 1918).
От май 1889 до лятото на 1890 г. Ернст Лудвиг следва право в университета в Лайпциг. За зимния семестър 1890/1891 г. той се мести в университета в Гисен, където през пролетта на 1891 г. завършва следването си. Получава и основно военно обучение и през 1900 г. вече е с ранг генерал от пехотата.
През 1894 г. Ернст Лудвиг се жени за братовчедка си Виктория Мелита от Единбург (1876 – 1936), дъщеря на неговия вуйчо херцог Алфред фон Сакс-Кобург и Гота и Мария Александровна Романова. Неговата сестра Александра се омъжва същата година за бъдещия руски цар Николай II. През 1901 г. той се развежда и през 1905 г. се жени за Елеонора фон Золмс-Хоензолмс-Лих (1871 – 1937), дъщеря на княз Херман фон Золмс-Хоензолмс-Лих и графиня Агнес фон Щолберг-Вернигероде.
Ернст Лудвиг е също автор и композитор. След Ноемврийската революция през 1918 г. той отказва да напусне поста си и затова на 9 ноември 1918 г. е свален от работническия и военен съвет. Така Хесен-Дармщат става народна република.
Властта на стария род на Регинаридите свършва със свалянето на последния велик херцог Ернст Лудвиг през ноември 1918 г.
- Ернст Лудвиг с майка му Алиса преди 1877 г.
- Ернст през 1879 г. с баба си кралица Виктория и сестрите му Виктория, Елизабет, Ирена и Аликс
- Ернст Лудвиг фон Хесен (1885)
- Ернст Лудвиг и първата му съпруга Виктория Мелита, 1894

## Деца
От брака му с Виктория Мелита фон Саксен-Кобург и Гота:
- Елизабет фон Хесен-Дармщат (* 11 март 1895, † 16 ноември 1903)
- мъртвороден син (*/† 1900)

От брака му с Елеонора фон Золмс-Хоензолмс-Лих:
- Георг Донатус Вилхелм Николаус Едуард Хайнрих Карл фон Хесен-Дармщат (* 8 ноември 1906; † 16 ноември 1937), женен на 2 февруари 1931 г. в Дармщат за принцеса Сесилия Гръцка (1911 – 1937), сестра на Филип, херцог на Единбург, дъщеря на Алис Батенберг и принц Андрей Гръцки и Датски, син на гръцкия крал Георгиос I
- Лудвиг Херман Александър Хлодвиг фон Хесен-Дармщат (* 20 ноември 1908; † 30 май 1968), женен 1937 г. в Лондон за Хон. Маргарет Кампбел Гедес (1913 – 1997)